# La Chapelle-Bâton (Vienne)
La Chapelle-Bâton is een gemeente in het Franse departement Vienne (regio Nouvelle-Aquitaine) en telt 390 inwoners (1999). De plaats maakt deel uit van het arrondissement Montmorillon.

## Geografie
De oppervlakte van La Chapelle-Bâton bedraagt 30,4 km², de bevolkingsdichtheid is 12,8 inwoners per km².
De onderstaande kaart toont de ligging van La Chapelle-Bâton (Vienne) met de belangrijkste infrastructuur en aangrenzende gemeenten.

## Demografie
Onderstaande figuur toont het verloop van het inwonertal (bron: INSEE-tellingen).